# Max and Harvey
Max and Harvey ist ein britisches Gesangsduo, bestehend aus den Zwillingsbrüdern Max Luca und Harvey Kitt Mills (* 31. Dezember 2002 in Sandhurst, Berkshire, England), das mit Videos für die Internetplattform YouTube sowie eigenen Songs bekannt wurde.

## Werdegang
2009 spielte Harvey die Rolle des Benjamin in der West-End-Produktion „Priscilla, Queen of the Desert“.
Auf der UK-Tournee der Produktion „The Sound of Music“ spielte das Duo 2015 abwechselnd die Rolle von Friedrich.
Seit April 2016 veröffentlichen sie auf ihrem YouTube-Kanal Videos. Zunächst lippensynchronisierten sie Songs von einer Vielzahl von Musikern, später erstellten sie ihre eigenen Inhalte und schrieben eigene Songs.
Im April 2018 unterschrieben Max und Harvey als Erste bei RMI Records, einem neuen Label der Disney Music Group.
In der britischen Fernsehshow The X Factor: Celebrity, einem Ableger von The X Factor, belegten sie 2019 den zweiten Platz.
Gemeinsam mit Jordan Banjo und Perri Keily veranstalteten Max und Harvey im Februar 2020 das Nickelodeon Slimefest 2020.
Seit April 2021 veröffentlicht das Duo wöchentlich auf YouTube und Spotify einen Podcast namens "The Max & Harvey Podcast".

## Diskografie
Singles
- 2018: Trade Hearts
- 2019: Electric (mit Jayden Bartels)
- 2019: Stranger
- 2020: Worry A Little Less
- 2021: In My DNA
- 2021: Lonely

## Auszeichnungen
| Jahr | Auszeichnung                    | Nominierung                     | Resultat  |
| ---- | ------------------------------- | ------------------------------- | --------- |
| 2017 | Shorty Awards                   | Muser of the Year               | Nominiert |
| 2018 | iHeartRadio Music Awards        | Social Star                     | Nominiert |
| 2018 | Radio Disney Music Award        | bevorzugter Social Music Artist | Gewonnen  |
| 2019 | Shorty Awards                   | YouTube Musician                | Nominiert |
| 2019 | Nickelodeon Kids’ Choice Awards | avourite Social Music Star      | Nominiert |
| 2020 | Nickelodeon Kids’ Choice Awards | avourite Social Music Star      | Nominiert |